# Las Montañas (San Cristóbal de La Laguna)
Las Montañas es una entidad de población del municipio de San Cristóbal de La Laguna, en la isla de Tenerife —Canarias, España—. 
Administrativamente se incluye en la Zona 6 del municipio.
Esta entidad, que se caracteriza por su ambiente eminentemente rural, está formada por los núcleos dispersos de Los Batanes, Las Carboneras, Chinamada, El Río, Bejía y Cabezo Toro.

## Características
Abarca gran parte de la zona noroeste del macizo de Anaga, desde el cauce del barranco Seco por el oeste hasta el barranco de Taborno por el este, quedando delimitado al sur por la cumbre dorsal de Anaga.
Toda su superficie se encuentra incluida en el espacio natural protegido del Parque Rural de Anaga.
La mayor parte de la infraestructura de esta entidad se localiza en los dos caseríos de mayor tamaño, Los Batanes y Las Carboneras.

## Demografía
| Año        | 2000 | 2001 | 2002 | 2003 | 2004 | 2005 | 2006 | 2007 | 2008 | 2009 | 2010 | 2011 | 2012 | 2013 | 2014 | 2015 |
| ---------- | ---- | ---- | ---- | ---- | ---- | ---- | ---- | ---- | ---- | ---- | ---- | ---- | ---- | ---- | ---- | ---- |
| Habitantes | 175  | 170  | 167  | 160  | 171  | 180  | 186  | 300  | 303  | 300  | 288  | 286  | 288  | 293  | 289  | 284  |

## Historia
El lugar de Las Montañas fue un pago de Punta del Hidalgo desde su origen en el siglo xvi hasta el año 1847, en que pasa a ser agregado al municipio de San Cristóbal de La Laguna.

## Fiestas
En Las Montañas se celebran fiestas patronales en los diferentes caseríos a lo largo del verano, con actos religiosos y populares.

## Comunicaciones
Se llega a Las Montañas a través de las carreteras TF-143 y TF-12.

### Transporte público
En autobús —guagua— queda conectada mediante las siguientes líneas de TITSA: 
| Línea | Trayecto                                       | Recorrido     |
| ----- | ---------------------------------------------- | ------------- |
| 076   | La Laguna - Afur (por Las Mercedes)            | Horario/Línea |
| 077   | La Laguna - El Bailadero (por Las Mercedes)    | Horario/Línea |
| 273   | La Laguna - Cruz del Carmen (por Las Canteras) | Horario/Línea |
| 274   | La Laguna - El Batán (por Las Mercedes)        | Horario/Línea |
| 275   | La Laguna - Las Carboneras - Taborno           | Horario/Línea |

### Caminos
La zona de Las Montañas está cruzada por numerosos caminos aptos para la práctica del excursionismo, algunos de los cuales se encuentran homologados en la Red de Senderos de Tenerife:
- Sendero PR-TF 9 Las Carboneras - Afur.
- Sendero PR-TF 10 Cruz del Carmen - Punta del Hidalgo.
  - Sendero PR-TF 10.1 Variante de Las Carboneras.
- Sendero PR-TF 11 Cruz del Carmen - El Batán - Punta del Hidalgo.
- Sendero PR-TF 12 Cruz del Carmen - Bajamar.